# Excoecaria agallocha
Excoecaria agallocha L., 1759 è una pianta della famiglia delle Euforbiacee.

## Distribuzione e habitat
La specie ha una ampio areale che comprende l'Asia sud-orientale e l'Australasia.
Cresce nelle aree più interne delle formazioni di mangrovie, dove le acque hanno salinità più bassa.